# Праймаріз Республіканської партії США 2024
Президентські праймаріз і кокуси для обрання кандидатури для участі у виборах президента США 2024 року. Праймаріз організовуються Республіканською партіями у 50 штатах США та законодавчими органами штатів у період із січня по червень 2024 року. Мета праймеріз полягає у тому, аби обрати делегатів на національний з’їзд Республіканської партії 2024 року, який відбудеться в липні, аби ті визначили кандидата від партії на пост президента Сполучених Штатів. Вибори відбудуться відповідно до графіку в усіх 50 штатах США, окрузі Колумбія та п'яти територіях США.
Колишній президент Дональд Трамп висунув свою кандидатуру на пост президента в листопаді 2022 року, через тиждень після проміжних виборів 2022 року та за два роки до виборів 2024 року. Колишній посол в ООН Ніккі Гейлі стала першою, хто послідував за ним 14 лютого 2023, за нею тижнем пізніше висунувся виконавчий директор з управління капіталом Вівек Рамасвамі, 2 березня бізнесмен Перрі Джонсон, 6 квітня колишній губернатор Арканзасу Аса Хатчінсон, 20 квітня радіоведучий Ларрі Елдер, 19 травня сенатор США Тім Скотт, 24 травня губернатор Флориди Рон ДеСантіс, 5 червня колишній віце-президент Майк Пенс, колишній губернатор Нью-Джерсі Кріс Крісті 6 червня, губернатор Північної Дакоти Дуг Бургум 7 червня, мер Маямі Френсіс Суарес 14 червня і 22 червня колишній член Палати Представників США Вілл Герд.
Трамп є поточним фаворитом і стабільно лідирує в опитуваннях щодо праймаріз з 2020 року. Деякі республіканці висловили побоювання щодо висунення Трампа через його поразку Джо Байдену в 2020 році, численні поточні кримінальні розслідування щодо нього та результати проміжних виборів 2022, коли кілька кандидатів, яких підтримував Трамп, програли ключові перегони. Однак багато інших республіканців підтримали Трампа та засудили розслідування проти нього як політично вмотивовані. Серед кандидатів, які не є прихильниками Трампа, ДеСантіс виділявся як єдиний кандидат із двозначним числом відсотків підтримки, однак він ще не досяг підтримки, якою користується Трамп. У перегонах було відмічено домінування між ними двома.
Трамп став першим колишнім президентом, який балотувався повторно після відставки після Герберта Гувера в 1940 році . Якщо Трамп переможе на виборах 2024 року, він буде єдиним президентом, крім Гровера Клівленда, який вдруге був обраний президентом 1892 року, але не буде обраний двічі поспіль. Тим часом, кандидування Пенса робить його першим віце-президентом, який балотувався проти президента, під керівництвом якого він був віце-президентом, після Джона Ненса Гарнера в 1940 році, окрім того Бургум став першою людиною, яка народилася в Північній Дакоті, яка балотується на пост президента.

## Кандидати

### Заявлені основні кандидати
Перелічені тут кандидати оголосили про свої кандидатури та відповідають одному або декільком із наведених нижче критеріїв: кампанія отримала значне висвітлення у ЗМІ; вони зараз посідають або раніше посідали значущу виборну посади; були включені щонайменше в п’ять національних опитувань.
| Ім'я            | Ім'я | Місце народження                                           | Політичний досвід | Домашній штат     | Кампанія Дата оголошення початку                                               | Посилання |
| --------------- | ---- | ---------------------------------------------------------- | --- | ----------------- | ------------------------------------------------------------------------------ | --------- |
| Дуг Бургум      |      | 1 серпня 1956 (вік 68) Артур (Північна Дакота)             | Губернатор Північної Дакоти (2016–донині)                                                                                           | Північна Дакота   | Президентська кампанія Дуга Бургума 2024 7 червня 2023 Реєстрація в FEC        | [ 7 ]     |
| Кріс Крісті     |      | 6 вересня 1962 (вік 62) Ньюарк (Нью-Джерсі)                | Губернатор Нью-Джерсі (2010–2018) Кандидат в Президенти (2016) Окружний прокурор Нью-Джерсі (2002–2008)                             | Нью-Джерсі        | Президентська кампанія Кріса Крісті 6 червня 2023 Реєстрація в FEC             | [ 9 ]     |
| Рон Десантіс    |      | 14 вересня 1978 (вік 46) Джексонвілл                       | Губернатор Флориди (2019–донині) член Палати представників США від 6-го округу Флориди (2013–2018)                                  | Флорида           | Президентська кампанія Рона ДеСантіса 2024 24 травня 2023 Реєстрація в FEC     | [ 11 ]    |
| Ларрі Елдер     |      | 27 квітня 1952 (вік 72) Лос-Анджелес                       | Ведучий The Larry Elder Show (1993–2022) Кандидат на посаду губернатора Каліфорнії в 2021                                           | Каліфорнія        | Президентська кампанія Ларрі Елдера 2024 20 квітня 2023 Реєстрація в FEC       | [ 13 ]    |
| Ніккі Гейлі     |      | 20 січня 1972 (вік 53) Бамберг (Південна Кароліна)         | Представниця США при ООН (2017–2018) Губернаторка Південної Кароліни (2011–2017)                                                    | Південна Кароліна | Президентська кампанія Ніккі Гейлі 2024 14 лютого 2023 Реєстрація в FEC        | [ 15 ]    |
| Вілл Герд       |      | 19 вересня 1977 (вік 47) Сан-Антоніо                       | Член Палати Представників від 23 округу Техасу (2015–2021)                                                                          | Техас             | Президентська кампанія Вілла Герда 2024 22 червня 2023 Реєстрація в FEC        | [ 17 ]    |
| Аса Гатчінсон   |      | 3 грудня 1950 (вік 74) Бентонвіль                          | Губернатор Арканзасу (2015–2023) Міністр національної безпеки (2003–2005) Начальник управління з боротьби з наркотиками (2001–2003) | Арканзас          | Президентська кампанія Аси Гатчінсона 2024 6 квітня 2023 Реєстрація в FEC      | [ 19 ]    |
| Перрі Джонсон   |      | 23 січня 1948 (вік 77) Долтон (Іллінойс)                   | Засновник Perry Johnson Registrars, Inc. (1994–донині)                                                                              | Michigan          | Президентська кампанія Перрі Джонсона 2024 2 березня 2023 Реєстрація в FEC     | [ 21 ]    |
| Mike Pence      |      | 7 червня 1959 (age 65) Колумбус (Індіана)                  | Віце-президент США (2017–2021) Губернатор Індіани (2013–2017) член Палати представників США від Індіани (2001–2013)                 | Індіана           | Президентська кампанія Майка Пенса 2024 5 червня 2023 Реєстрація в FEC         | [ 23 ]    |
| Вівек Рамасвамі |      | 9 серпня 1985 (вік 39) Цинциннаті                          | Виконавчий директор Strive Asset Management (2022–досьогодні)                                                                       | Огайо             | Президентська кампанія Вівека Рамасвамі 2024 21 лютого 2023 Реєстрація в FEC   | [ 25 ]    |
| Тім Скотт       |      | 19 вересня 1965 (вік 59) Норт-Чарлстон (Південна Кароліна) | Член Сенату США від Південної Кароліни (2013-донині) Член Палати Представників США від 1-го округу Південної Кароліни (2011–2013)   | Південна Кароліна | Президентська кампанія Тіма Скотта 2024 19 травня 2023 Реєстрація в FEC        | [ 27 ]    |
| Френсіс Суарес  |      | 6 жовтня 1977 (вік 47) Маямі                               | Мер Маямі (2017–донині) Член муніципалітету Маямі (2009–2017)                                                                       | Флорида           | Президентська кампанія Френсіса Суареса 2024 14 червня 2023 Реєстрація в FEC   | [ 29 ]    |
| Дональд Трамп   |      | 14 червня 1946 (вік 78) Квінз                              | Президент США (2017–2021) Голова The Trump Organization (1971–2017)                                                                 | Florida           | Президентська кампанія Дональда Трампа 2024 15 листопада 2022 Реєстрація в FEC | [ 32 ]    |

### Інші заявлені кандидати
Нижченаведені кандидати є помітними, але не відповідають критеріям, викладеним вище.
- Джон Ентоні Кастро, податковий консультант і «вічний кандидат»[33]
- Стів Леффі, мер Кренстона, Род-Айленд (2003–2007)[34]
- Корі Степлтон, держсекретар штату Монтана (2017–2021), член сенату Монтани від 27 округу (2001–2009)[35]

### Публічно висловлювались про можливе балотування
Станом на червень 2023, наступні значущі особи впродовж попередніх шести місяців висловлювали інтерес до балотування.
- Джон Болтон, 27-й радник США з національної безпеки (2018–2019), 25-й посол США в ООН (2005–2006), 3 -й заступник держсекретаря з питань контролю над озброєннями та міжнародної безпеки (2001–2005), 18-й помічник держсекретаря у справах міжнародних організацій (1989–1993), помічник генерального прокурора США (1985–1989)[36]
- Майк Роджерс, колишній голова комітету з розвідки Палати представників (2011–2015), член Палати представників США від 8-го округу Мічигану (2001–2015), член сенату штату Мічиган від 26-го округу (1995–2001), спеціальний агент ФБР (1989–1994), другий лейтенант, командир роти в армії США (1985–1989)[37]

|                                                                                  |
| Колишній радник Президента Трампа з національної безпеки Джон Болтон з Меріленду |

|                                                                  |
| Колишній член Палати Представників США Майк Роджерс від Мічігану |

### Потенційні кандидати
Станом на червень 2023 впродовж попередніх шести місяців точилися розмови, щодо можливого балотування наступних значущих осіб.
- Браян Кемп, 83-й губернатор Джорджії (2019–дотепер), 27-й державний секретар Джорджії (2010–2018), член сенату Джорджії від 46-го округу (2003–2007)[38][39]
- Рік Перрі, 14-й міністр енергетики США (2017–2019), 47-й губернатор Техасу (2000–2015), 39-й віце-губернатор Техасу (1999–2000), 9-й комісар із сільського господарства Техасу (1991–1999), член Ради Палата представників Техасу (1985–1991)[40][41]
- Гленн Янгкін, 74-й губернатор Вірджинії (з 2022 року по теперішній час)[42][43] (перегляне після виборів у Вірджинії у листопаді 2023 року)

|                                |
| Губернатор Джорджії Браян Кемп |

|                                                    |
| Колишній міністр енергетики США Рік Перрі з Техасу |

|                                   |
| Губернатор Вірджинії Гленн Янгкін |

### Передісторія
Незважаючи на поразку у спробі переобратися на президентських виборах у 2020 році, Трамп залишається головним фаворитом від Республіканської партії та на виборах кількох членів Палати представників, які проголосували за його імпічмент, підтримав їхніх конкурентів, а також проштовхнув кількох кандидатів до кандидування. Ці кандидати показали слабкі результати, що призвело до того, що республіканці взяли контроль над палатою з невеликою більшістю, що призвело до падіння популярності Трампа в партії. Багато республіканців називали підтримку Трампом неякісних кандидатів як причину своєї недостатньо значної більшості. У той же час Рон ДеСантіс, губернатор Флориди, отримав майже 60% голосів переобравшись на виборах губернатора Флориди
ЗМІ постійно зображували ДеСантіса як головного суперника Трампа, незважаючи на те, що ДеСантіс не оголосив про свою кандидатуру в президенти. ДеСантіс зростав в опитуваннях Республіканської партії протягом 2022 року, зрештою досягши того, що відставав лише на 11 відсоткових пунктів від Трампа. З початку року Трамп відродився, а ДеСантіс відстав. Це викликано настроями проти кримінальних звинувачень Трампа 30 березня. Національне опитування проти чинного президента Байдена показує майже однакові результати незалежно від того, хто є кандидатом від Республіканської партії, але через те, що ДеСантіс є недавнім кандидатом, більше виборців Республіканської партії не визначилися з ним, ніж Трампом. У березні 2023 року Трамп робив нападки на ДеСантіса з такими прізвиськами, як «Рон Фрикаделька» ("Meatball Ron") та «Рон ДеЛицемір» ("Ron DeSanctimonious").
Трамп отримав своє перше звинувачення 30 березня і був заарештований 4 квітня 25 квітня Трамп запропонував відмовитися від республіканських дебатів, заявивши, що не хоче, щоб «на нього звели наклепи та образили» на цих дебатах і похвалившись тим, що він уже «як видається, передує з таким відривом, що догнати його вже неможливо». 10 травня Трамп виступив у прямому етер на CNN - це був його перший прямий етер на провідному телеканалі, після того, як він дав інтерв’ю 60 Minutes на Fox News у жовтні 2020 року
Опитування показали різке зростання рейтингу Трампа одразу після оголошення обвинувачення у справі штату Нью-Йорк. Опитування Yahoo News показує, що на праймаріз республіканців 57% респондентів проголосували б за Трампа. В опитуванні NPR/PBS NewsHour/Marist College 80% опитаних республіканців сказали, що звинувачення проти Трампа є несправедливими.

## Дебати
Перші дебати заплановано на 23 серпня 2023 року в Мілуокі, штат Вісконсін, і проводитиме їх Fox News, з можливістю проведення других наступного дня. До початку праймаріз залишиться приблизно 5 місяців. Інші дебати відбудуться пізніше в Президентській бібліотеці Рональда Рейгана в Сімі-Веллі, як це сталося в 2016 році
Учасники повинні відповідати конституційним вимогам, належним чином подати документи до FEC (Федеральної виборчої комісії) і надати RNC (Національному комітету Республіканської партії) до 21 серпня підтвердження, що вони набрали більше одного відсотка з липня в не менш як трьох опитуваннях, які відповідають стандартам, залучили широке коло донорів і підписали зобов’язання, включаючи одне - щодо підтримки на презвиборах переможця республіканських праймаріз.

## Фінансування кампанії
Це огляд коштів, використаних кампанією кожного з кандидатів, згідно з повідомленням Федеральної виборчої комісії (FEC). Зібрана сума включає індивідуальні внески, позики кандидата та перекази від інших виборчих штабів інших кандидатів. Індивідуальні внески деталізуються (каталогізуються) FEC, якщо загальна вартість внесків фізичних осіб перевищує 200 доларів США. Останній стовпець «Готівка в касі» (COH) показує залишок готівки, який кожна кампанія мала для майбутніх витрат станом на 31 березня 2023 року. Звіти про фінансування кампанії за другий квартал 2023 року, протягом якого багато кандидатів оголосили про свою кандидатуру, мають бути подані до 15 липня 2023 року.
| Кандидат   | Загалом зібрано                      | Індивідуальні внески                 | Індивідуальні внески                 | Індивідуальні внески                 | Борг                                 | Витрачено                            | залишок                              |
| Кандидат   | Загалом зібрано                      | Загалом                              | Все разом                            | Відсотки                             | Борг                                 | Витрачено                            | залишок                              |
| ---------- | ------------------------------------ | ------------------------------------ | ------------------------------------ | ------------------------------------ | ------------------------------------ | ------------------------------------ | ------------------------------------ |
| Burgum     | not a candidate as of March 31, 2023 | not a candidate as of March 31, 2023 | not a candidate as of March 31, 2023 | not a candidate as of March 31, 2023 | not a candidate as of March 31, 2023 | not a candidate as of March 31, 2023 | not a candidate as of March 31, 2023 |
| Christie   | not a candidate as of March 31, 2023 | not a candidate as of March 31, 2023 | not a candidate as of March 31, 2023 | not a candidate as of March 31, 2023 | not a candidate as of March 31, 2023 | not a candidate as of March 31, 2023 | not a candidate as of March 31, 2023 |
| DeSantis   | not a candidate as of March 31, 2023 | not a candidate as of March 31, 2023 | not a candidate as of March 31, 2023 | not a candidate as of March 31, 2023 | not a candidate as of March 31, 2023 | not a candidate as of March 31, 2023 | not a candidate as of March 31, 2023 |
| Elder      | not a candidate as of March 31, 2023 | not a candidate as of March 31, 2023 | not a candidate as of March 31, 2023 | not a candidate as of March 31, 2023 | not a candidate as of March 31, 2023 | not a candidate as of March 31, 2023 | not a candidate as of March 31, 2023 |
| Haley      | $5,125,431                           | $3,283,822                           | $798,184                             | 24.3%                                | $0                                   | $1,055,881                           | $4,069,549                           |
| Hurd       | not a candidate as of March 31, 2023 | not a candidate as of March 31, 2023 | not a candidate as of March 31, 2023 | not a candidate as of March 31, 2023 | not a candidate as of March 31, 2023 | not a candidate as of March 31, 2023 | not a candidate as of March 31, 2023 |
| Hutchinson | not a candidate as of March 31, 2023 | not a candidate as of March 31, 2023 | not a candidate as of March 31, 2023 | not a candidate as of March 31, 2023 | not a candidate as of March 31, 2023 | not a candidate as of March 31, 2023 | not a candidate as of March 31, 2023 |
| Johnson    | $3,763,396                           | $5,838                               | $0                                   | 0%                                   | $3,429,558                           | $1,726,920                           | $2,036,476                           |
| Pence      | not a candidate as of March 31, 2023 | not a candidate as of March 31, 2023 | not a candidate as of March 31, 2023 | not a candidate as of March 31, 2023 | not a candidate as of March 31, 2023 | not a candidate as of March 31, 2023 | not a candidate as of March 31, 2023 |
| Ramaswamy  | $11,406,212                          | $851,637                             | $415,580                             | 48.8%                                | $10,250,000                          | $2,038,924                           | $9,367,288                           |
| Scott      | not a candidate as of March 31, 2023 | not a candidate as of March 31, 2023 | not a candidate as of March 31, 2023 | not a candidate as of March 31, 2023 | not a candidate as of March 31, 2023 | not a candidate as of March 31, 2023 | not a candidate as of March 31, 2023 |
| Suarez     | not a candidate as of March 31, 2023 | not a candidate as of March 31, 2023 | not a candidate as of March 31, 2023 | not a candidate as of March 31, 2023 | not a candidate as of March 31, 2023 | not a candidate as of March 31, 2023 | not a candidate as of March 31, 2023 |
| Trump      | $18,272,903                          | $16,361                              | $4,911                               | 30.0%                                | $255,109                             | $4,340,955                           | $13,931,948                          |

## Розклад праймаріз і кокусів

### Календар на 2024
- Кокуси в Айові - січень[76] (40 делегатів)
- Праймаріз у Нью-Гемпширі - січень[76] (22 делегати)
- Праймаріз у Неваді - 6 лютого (26 делегатів)
- Праймаріз у Південній Кароліні - 24 лютого (50 делегатів)
- Праймаріз у Мичигані - 27 лютого (55 делегатів)
- Супервівторок – 5 березня. Виборці з 16 штатів (всього їх 50) будуть голосувати 5 березня, обираючи республіканського кандидата на виборах в листопаді. 874 голоси делегатів, а це більшість, із 1215 потрібних для перемоги, будуть розподілені між республіканськими кандидатами. (Алабама, Аляска, Каліфорнія, Мен, Массачусетс, Мічиган, Північна Кароліна, ОК, Теннесі, Техас, Юта, Вермонт).[77]